# Arredondo
Arredondo est une commune espagnole située dans la communauté autonome de Cantabrie.